# Комберуже
Комберуже (фр. Comberouger) насеље је и општина у јужној Француској у региону Миди Пирене, у департману Тарн и Гарона која припада префектури Монтобан.
По подацима из 2011. године у општини је живело 286 становника, а густина насељености је износила 23,4 становника/km². Општина се простире на површини од 12,22 km². Налази се на средњој надморској висини од 80 метара (максималној 235 m, а минималној 125 m).

## Демографија
| 1962. | 1968. | 1975. | 1982. | 1990. | 1999. | 2011. |
| ----- | ----- | ----- | ----- | ----- | ----- | ----- |
| 150   | 185   | 165   | 171   | 204   | 225   | 286   |

График промене броја становника у току последњих година

## Галерија
- Градска већница
- Црква
- Црква
- Ратни споменик